# Ludwig Gaddum
Karl Ludwig Wilhelm Gaddum (* 23. Januar 1843 in Neckargemünd; † 12. Juni 1910 in Konstanz) war ein deutscher Jurist und Verwaltungsbeamter.

## Leben
Gaddum schlug 1859 die Laufbahn eines Aktuars ein und studierte dann 1866 bis 1869 Rechtswissenschaften in Heidelberg. Nach untergeordneten Stellen in Pforzheim und Konstanz wurde ihm 1873 jene eines Amtmanns in Konstanz übertragen. Drei Jahre später wurde er Amtsvorstand beim Bezirksamt Bonndorf. 1878 wurde er Amtsvorstand und Oberamtmann in Ettenheim. Weitere Stationen waren die Bezirksämter in Oberkirch (1883) und Sinsheim (1890). Dort wurde er 1896 zum Geheimen Regierungsrat befördert und 1896 übernahm er das Bezirksamt Lörrach. 1902 wurde ihm der Vorsitz des Schiedsgerichts für Arbeiterversicherung in Konstanz übertragen und 1909 wurde er aus gesundheitlichen Gründen in den Ruhestand versetzt.

## Ehrungen
1887 erhielt er das Ritterkreuz 1. Klasse des Ordens vom Zähringer Löwen und 1899 das Ritterkreuz I. Klasse mit Eichenlaub dieses Ordens. 1902 wurde ihm das Ritterkreuz des Ordens Bertholds des Ersten verliehen.